# Jean Marie Rebischung
Jean Marie Rebischung est un compositeur français né le 30 mars 1962 à Marseille.

## Biographie
Découvrant la musique très tôt à travers des instruments type xylophone, métallophone, il s’oriente rapidement vers les claviers (à sept ans, son premier clavier sera un orgue à vent !) mais incapable de « reproduire » les musiques et chansons qui lui plaisent, ce sera automatiquement vers la composition qu’il s’oriente.
Les années qui suivent il passera sur une série d’instruments divers, guitare sèche, électrique, batterie et percussions, sans jamais délaisser les claviers, passant de styles allant du rock et hard-rock à la pop, ou vers des musiques plus proches de l’électronique planante, mélangeant les genres, ambient, new age ou world music, voire sur des thèmes classiques plus proches de la musique de film heroic-fantasy.
Influencé par des compositeurs comme Kitaro, Vangelis, Basil Poledouris, Wagner ou... Kiss, sa particularité reste le « concept album », série de musiques racontant une histoire, allant de thèmes sombres (Cthulhu ou The Magus) ou plus aérien (Genesis), avec une série composé pour des joueurs de jeux de rôles Donjons et Dragons, contant l’histoire de ces personnages.
En mai 1989, un accident le prive de plusieurs de ses phalanges de la main droite. Immobilisé, sa rééducation se fera à travers les claviers, développant thèmes et style qui lui seront propres, même si au fil des années ses compositions se feront moins importantes.
La généralisation de l’ordinateur et de la musique assistée par ordinateur vont le relancer dans la création. Reprenant certains des thèmes créés plus de quinze années auparavant, il va y donner autant de couleurs, d’ampleur et de pureté sonore que la MAO permet.
Avec le déploiement d’Internet, il met en ligne deux albums, Tao et Atlanteans Tales qui resteront plusieurs mois sans se faire remarquer, jusqu'à ce que, presque par hasard, Béatrice et Patrick Reynier, réalisateurs, le contactent.
Commence alors en 2002 une collaboration qui ne s’est jamais arrêtée, et c’est actuellement sur onze DVD qu’il fera la musique originale. Qi Gong, Tai-chi-chuan, Yoga sont des DVD présentant ces arts avec toute la finesse et la poésie de la réalisation, la musique appuyant l’ambiance des images.
Musique d’inspiration asiatique, relaxante aux sonorités particulières, ou Hindou pour la série Yoga, ce sera une immersion de sons électroniques effleurée de sonorités traditionnelles, portant des albums conceptuels, et tout à fait dans le style développé auparavant  des concept albums.
« La musique ne se crée pas sur commande. On peut rester des heures à se creuser la tête pour une création et rien ne se passera… et il suffira d’une balade pour que tout arrive… »

## De la musique à l’écriture
En 2015 il écrit "Sanguinem Tabulas", une nouvelle basée sur l'album musical "Vampyre the Fang Nation", d'inspiration gothique très influencé par Bram Stoker et Lovecraft au dire même de l'auteur. L'histoire se passe dans l'Europe de l'Est du XIXe siècle, où les légendes Vampires et Stryges sont encore très vivaces. La nouvelle est présentée sous forme d'une  succession d'extraits de lettres, journaux intimes ou même d'extraits de papyrus, soutenant l'originalité et surtout l'antiquité de ce qui pourrai être finalement un peuple plus ancien que les hommes, assimilé à des démons oubliés :
« Si vous les voyez ne les regardez pas, s'ils vous parlent ne les écoutez pas et s'ils chantent ne succombez pas. Car leur Chants ne sont pas mélodieux et ne s’adressent ni au cœur ni à l’âme, car ils n’ont ni cœur ni âme. »
Note anonyme en Sanscrit, en marge du Papyrus de Tanarit, British Museum, côte 138.A

## Albums
- Vampyre, the Fang Nation
- Cyberpunk Neo-Seika

Collection "Music for" :
- Qi-Gong
- Yoga
- Relaxation et Méditation

## Filmographie
Composition des musiques originales :
- Qi Gong pour s'assouplir : étirement dynamique des méridiens
- Qi Gong pour s'assouplir : étirement postural des méridiens
- Qi Gong pour tous : 1000 mains sacrées
- Qi Gong: les 8 pièces de brocart et les 5 animaux
- Qi Gong les 18 exercices du tai ji qi gong
- Tai Chi Chuan forme 8 mouvement spirales
- Tai Chi Chuan forme 23
- Tai Chi Chuan applications martiales
- Ashtanga Vinyasa Yoga découvrir les bases
- Ashtanga Vinyasa yoga approfondir la pratique
- Ashtanga Vinyasa yoga maitriser la première série

## Version Anglaise
- The 18 Tai Chi Qi Gong - The 8 Pieces of Brocarde and the 5 Animals
- Tai Chi, Discover and begin to practise the Art of Tai Chi

## Version Espagnole
- Las 8 piezas de Brocardo y los cincos animales
- Los 18 ejercicios del Tai Chi Qi Gong